# Альбикастро, Джованни Энрико
Джова́нни Энри́ко Альбика́стро (итал. Giovanni Henrico Albicastro, собственно Иоганн Генрих фон Вайсенбург, иногда Вайсенбург фон Бисванг, нем. Johann Heinrich von Weissenburg; между 1660 и 1670 — после 1730) — нидерландский композитор и скрипач баварского происхождения.
Учился в Ульме у Себастьяна Антона Шерера. В 1686 году, видимо, поступил на службу в качестве официального музыканта (лат. musicus academiae) Лейденского университета. В дальнейшем, однако, Альбикастро служил в большей степени по военной части и к концу Войны за испанское наследство дослужился до чина капитана кавалерии. В общей сложности в 1696—1706 гг. Альбикастро опубликовал в Нидерландах не менее десяти сборников сонат, трио-сонат и concerti grossi, развивающих линию, намеченную Арканджело Корелли.

## Список сочинений
- 1696 XII трио-сонат. Il giardino armonico sacro-profano (di dodici suonate in due parti, parte I dell’opera terza continente VI suonate a tre stromenti col basso per l’organo).
- 1701 опус № 1 — XII Трио-сонат для двух скрипок, виолончели и генерал-баса (органа)
- 1702 опус № 2 — XII Сонат для скрипки соло и генерал-баса
- 1702 опус № 3 — XII Сонат для скрипки и виолоны в сопровождении генерал-баса
- 1702 опус № 4 — XII Трио-сонат для двух скрипок и виолончели с генерал-басом (органом)
- 1703 опус № 5 — Сонаты для скрипки соло и генерал-баса
- 1704 опус № 6 — Сонаты для скрипки соло и генерал-баса
- 1704 опус № 7 — XII Кончерто гроссо, для двух скрипок, альта, виолончели и генерал-баса
- 1704 опус № 8 — [XII] Камерные трио-сонаты, для двух скрипок, виолоны и генерал-баса (органа)
- 1706 опус № 9 — XII Сонат для скрипки соло, виолоны или генерал-баса

- Мотет для сопрано, 4 струнных и генерал-баса Coelestes angelici chori